# 格林-陶定理
格林-陶定理（英語：Green-Tao theorem）是本·格林和陶哲轩于2004年证明的一个关于质数组成的等差数列存在性定理。质数序列包含任意长的等差数列，是格林-陶定理的著名推论。

## 定理内容
对于任意的素数集合的子集{\displaystyle A}，若{\displaystyle A}相对于素数集合的上密度（英語：upper density）为正，即：
{\displaystyle \limsup _{N\rightarrow \infty }{\dfrac {|A\cap [1,N]|}{\pi (N)}}>0}
其中，{\displaystyle \pi (N)}代表不大于{\displaystyle N}的素数的个数。
那么：
对于任意的正整数{\displaystyle k}，{\displaystyle A}中的元素可以组成任意多个长度为{\displaystyle k}的等差数列。

## 推论
格林-陶定理有以下两个直接的推论：
- 对于任意正整数{\displaystyle k}，质数序列中存在任意多长度为{\displaystyle k}的等差子序列
- 质数序列中包含有任意长的等差子序列

## 目前已知的最長質數等差數列
质数序列中长度为{\displaystyle k}的等差子序列，對於1≤n≤k，目前最好的結果是對於k=26，此等差數列為：
{an=43,142,746,595,714,191 + 23,681,770 · 223,092,870 ·(n-1)}

## 相关定理与猜想
- 格林-陶定理是塞迈雷迪定理在素数集上的推广。
- 格林-陶定理是埃尔德什等差数列猜想的一个特例。
- 更強的猜想是對於任何正整數r，質數序列中都存在任意長度非r−1階階差數列的r階階差數列（0階階差數列是常數數列，1階階差數列是等差數列，依此類推），格林-陶定理就是r=1的特例。對於2階階差數列，质数序列中长度为{\displaystyle k}的二階階差子序列，對於0≤n≤k−1，目前最好的結果是對於k=45，此數列為36n^2-810n+2753（不管各項的大小順序，只要序列中沒有重複的質數就可以）。